# ストレンジ・プラス
『ストレンジ・プラス』（STRANGE+）は、美川べるのによる日本の漫画作品。『コミックZERO-SUM』（一迅社刊）にて2002年創刊号から2018年12月号まで連載された。
2005年に『コミックZERO-SUM』誌上でドラマCD『STRANGE+ THE DRAMA CD』が発売された。2006年に同誌上でドラマCDの第2弾『STRANGE+ THE DRAMA CD DEEP SEEKER』が発売され、2007年にも同誌上でドラマCD第3弾『STRANGE+ THE DRAMA CD SERIAL ADDICT』が発売された後、2013年10月にテレビアニメ化が発表された。
タイトルの由来は「ストレンジ（＝美国探偵事務所一同）にプラス（＝恒）」。恒が美国探偵事務所に仲間入りするという第一話の出来事を示している。峰倉かずや、羽海野チカ、織音、武内崇などが単行本の帯を描いたこともあり、ギャグ漫画として高い評価を受けている。

## あらすじ
※以下は1話のあらすじ。
家出して行方不明になった兄・巧美を探して某スラム街にやってきた恒。しかし再会した巧美は美国探偵事務所の所長となっていて、家に帰る気は全くないと言い張る。兄と同じく家に帰りたくない恒は、半ば強引に美国探偵事務所の雑用係として働きはじめる。

## 主要キャラクター
担当声優はドラマCD・テレビアニメ版共通のもの。

### 美国探偵事務所
恒（コウ）
声 - 関智一
この作品の主人公。身長179cm、体重70kg。12月24日生まれ、18歳（3巻初版では「17歳」と誤表記）。A型。
ふわふわ髪の毛がお気に入りで、フケ顔（巧美曰く「顔だけオッサン」）なのが悩み。家を出た兄・巧美を探して三番街にたどり着き、その後を機に、美国探偵事務所に所属する。実家は金持ちだが、温かい家庭ではなく父親から「コマ」呼ばわりされている。実家は建築費20億円以上の国会議事堂のような外観の邸宅である。そのためか「ラムネを飲んだことがない」「夏祭りに行ったことがなかった」などといった世間知らずな面を見せる。また、時折どこか冷めたところも垣間見せる。
基本的にとてもへたれで極度のブラコン。それ故に捻くれた性格となった巧美におちょくられたり、ぞんざいにされたりとイジメられ、散々な目に遭わせられている（幾度か激怒していたが、最近そんな目に遭わせられるのは「お約束」と割り切っている）。夜にテンションが上がるタイプ。ツッコミ体質で、自分から不運に見舞われることも。探偵事務所に来た当時は料理もできなかったが、きっちりと雑用を務めるようになり、3巻では社長も認める味のチャーハンを作れるまでに成長した。ただし、戦力としては期待されていないらしく、尾杜にさえ気を使われる有様。最近では巧美に武器（鈍器）として使用される事もある。段々と屈折していき、非常識な性質（「円状に飛び跳ねる」「腹部が貫通しても真顔でツッコミをいれる」等）を持つようになり、ツッコミ自体も非常識基準のものになっている。
恋愛に憧れる一面があり、好みのタイプは自分に好意を持ってくれる人なのだが、実際に受け取る好意に関しては極度の鈍感さ（むしろ場の空気が読めない間抜けな面）を見せている。また、「男は力よりハートだよね」とか平気で言う。
特技は掃除。趣味は編み物（下手）、料理（上記のとおり下手だったが、上達しつつある）、ダーツ（下手）、チェロ。
彼自身の容姿と性格は『戦場のハピィ・ライフ』の砂田克彦に酷似している。

巧美（タクミ）
声 - 福山潤
テレビアニメ版の主人公。恒の兄。28歳。身長157cm、体重51kg。9月9日生まれ、A型。
自称、絶世の美少年。好きな人のタイプは自分で、かなりのナルシスト。幼少時から弟思いの良い兄だったが、家の暮らしに嫌気がさして家出（正確な理由は不明だが、「帰るくらいなら死ぬ」とすら言っている）。しばらく尾杜に世話になり、後に雇われで美国探偵事務所所長となる。現在の性格は、恒が知っている人物像とはかけ離れるほど捻くれまくっており、人をおちょくるのが好きで、何よりも自分が大好き。しかし、その割にはストレートな褒め言葉を向けられると酷く動揺してしまう一面も見せる。また、偽ラスティ・ネイルからラスティ・ネイルを庇って懲らしめたり、職と居場所がない街のゴロツキや不良を雇ったり、親代わりとして雅史の運動会を応援しに行くなど、兄貴肌で面倒見がいい一面を見せる。ごく希に、家にいた頃から世話になっていた人物や、自分以上にマイペースで人の話を聞かない人物によって受身にならざるを得ない場合、ツッコミに回ることもある。
童顔（ロリショタ）で低身長なのを気に入っており、フリルが付いたりしている女性モノの服をよく着るので、女性と間違われることもある。甘いものが苦手だが蜂蜜（が入ったお菓子）と果物は食べられる。基本性能は良いため戦闘も軽々とこなし、人間業とは思えないこともやってのけたりする（「分身の術」「まりも羊羹の術」「目からビーム」など）。奇妙なグッズ（ツボ押しバランスボールや等身大ニポポ）が好きで、お土産としてねだったりしている。
昔からの癖か、恒の叫び声に反応して助けに行く時もあり、心の中では恒を大切に思っているようである。尾杜には6年前に世話になっていたこともあり、普段事務所では見せない弱気な部分を見せたりと、彼に対してかなり心を開いている模様。

正宗（マサムネ）
声 - 置鮎龍太郎
美国探偵事務所のメンバー（力仕事担当）。24歳。身長214cm、体重112kg、4月1日生まれ、AB型。
筋骨隆々・色黒・長身・ブレイズのヘアスタイルが特徴。筋肉の鎧に包まれた肉体は弾丸をもはじき返す（巧美に「普通に化け物」と評されている）。手先も器用で、料理はとても上手。甘い物好きで、探偵事務所で出されるスイーツは彼の手によるもの。腰から下にタトゥーを入れており、腹部と背部には傷痕がある。美羽と同じアパートで暮らしている。
気が良い兄貴肌の性格で、メンバーの中では常識人に近い人物だが、物凄いコアなオタクで幅広いジャンルに精通している。イベントにもいろいろ参加している様子で、同人誌も描いている模様（5巻限定版のカバー下には、『今月の見せましょう 正宗のSTRANGE+』というネタが描かれている）。オタク趣味に対しての後ろめたさは全く持ち合わせておらず、オタクな話を躊躇なく繰り広げることもある。時折女装して正宗子（まさむねこ）に変身する。

美羽（ミワ）
声 - 雪野五月
美国探偵事務所のメンバー（秘書）。身長162cm、3サイズはB95,W58,H89。8月20日生まれ。B型。
ナイフ投げの達人。祭りの射的屋で景品に当てたり、店長の急所に3連発で当てるなど、射撃も上手い模様。また、恒よりも腕力がある。巧美の口利きにより美国社長に雇われることになった。
極めて手先は不器用で、恒と一緒にセーターを編んでいた時は正宗には「手あみのキクラゲ」、巧美には「湯葉」と言われ、カタヌキを行なった際には粉末と化すフードプロセッサーぶりを発揮した。そもそもセンスが恐ろしいものであり、マスコットのデザインを描いてストラップ化した際は「耳くらい軽く食いちぎる」などと評され、窓からそれを放り込まれた堀口たちは恐怖のあまり崇めだした。他にも作るものは漏れなく恐ろしげな外見である。料理も非常に下手なので、味見係。隙あらばセクシーショットを出そうとするなど、見栄を張る節がある。飲んだ描写すらないのに泥酔するほど酒に弱いにもかかわらず酒好きで、酔うと手が付けられなくなる。
巧美と同じく脱ぎ上戸だが、普段着の露出度も高いためにあまり注目されない、または周囲のキャラに徹底して邪魔される。仮に目立ったとしても絶叫を上げられる。ロリ系フリルの服を着た際「きっつー（厳しいの意）」「似合わない」といわれて激怒し、恒が若さを示すような発言をするとにキレ出したり、巧美に「婚期が遅れている」発言された時は容赦なく制裁を加えるなど、年齢を意識させる話題はタブーとなっている（率直に言えば、お肌の調子が気になる年頃）。ただし、「風雲たけスィー城」「東映ま●がまつり」など、発想がとにかく古い。正宗と同じアパートで暮らしている。家の中は腐海と化しており、家に入ろうとした巧美が1コマで封印したほどである。正宗曰く「ダメ人間」。年齢絡みでは大人気無い行動が目立つが、人付き合いに関しては年齢相応に達観した一面を持っており、お互いの事は相手が打ち明けるまで詮索しないという姿勢で他のメンバーと接している。
最近では貴世子がお気に入りになったらしく、さりげなく絡んだり抱きついたりすることが多い。

### 尾杜診療所
尾杜（オズ）
声 - 森川智之
一言でいうと「変態」なモグリの医者（無免許医）。32歳。身長178cm、体重68kg。12月16日生まれ、AB型。
美国に来る前の巧美を養っていた頃がある。非常に子供っぽく大人気ない性格で、多重人格障害の疑いがある。人見知りする所があるらしく、物語初期と中盤以降では恒に対する呼び方が違う（恒くん→恒ちゃん）。時折、両手首に包帯を巻いているが、その詳細は不明。左目だけ金色のオッドアイ。同じようにオッドアイである友人の科学者がいるが、その詳細も不明。
謎の技術を有しており、「二人の心が入れ替わる薬」「毛という毛の毛先が球になる薬」「肌のツヤがツヤベタになる薬」など、原理不明の薬品を作ったりしている。
ドロシーに対する態度は勿論のこと、巧美や管野に対する発言から推測するに、幼児から青年まで守備範囲は広い模様。ただし、15歳以上の女性は美人でも苦手。可愛いもの大好きで、何匹もの猫を飼っている。飼い猫の名前は亜美・ななこ・エルバッキー・モモ・ブリジット。
転がり込んできた犯罪者を足止め、警察に引き渡すことで無免許での経営を見逃して貰っている。
ドロシー
声 - 川田妙子
尾社の助手兼世話係。6歳。
見た目は可愛らしい子供だが、実の頭脳は三十路越えの6歳児。とても賢くかつ、したたかな性格。尾杜の娘ではない（捨て子だった模様）。親しい人以外には6歳児らしい対応をしたり、猫を被ったり可愛い子ぶる（わざと転んで可愛さをアピールしたこともある）。一方でサンタクロースを信じているなど純粋に子供らしい部分もある。逆上するとレオ様と共に暴れ出す。猫のマッサージが趣味。
実はちびっ子ハウス出身で、基は義理の兄的存在にあたる（育ての親は尾杜）。尾杜の人格が少々厄介なためか、基に苦労していないか心配されている。
レオ様
ドロシーが持っている人形。普段は可愛らしいライオンのぬいぐるみだが、戦闘モードになると高頭身のマッチョになり、口からガトリング砲が出たりする。移動は苦手なため、戦闘モード初登場時に正宗が嫌な絵ヅラに。肌は「リアルな質感」。ドロシーの護衛役として尾杜が設計した。

### 美国本社
美国社長（ミクニしゃちょう）
声 - 折笠愛
巧美達の雇い主。恰幅のいい中年女性。身長158cm。B158,W140,H131。
誰も望んでいないのにさり気なく露出度が高く、スーツの下はミニスカートで、常に胸の谷間を見せている。
様々な事業を行なっており、ボーナスの審査を抜き打ちテストで判定したり、訳ありの登場人物達を雇用している点などから、なかなか酔狂な性格がうかがえる。尾杜とは犬猿の仲。巧美と恒の様子を伺いに来たり雅史の面倒を見にわざわざ出向いたりするなど、とても面倒見が良い面があり、若い探偵事務所社員達や護衛を引き連れて海水浴に参上したりと、非常に気さくな女性でもある。
尾杜とはやたら険悪である。
趣味は着物コレクション。
アニメ第一期では、登場こそしたが、台詞が無い。その為に原作での彼女の台詞を米良が代弁するという形になっている。
米良（メラ）
声 - 小西克幸
美国社長のボディーガード兼雑用係。27歳。身長187cm、体重77kg。
香織とは対照的に楽観的な性格。巧美と意気投合できるような稀有な特性の持ち主。数年前に美国社長と香織に拾われ今に至る。拳銃を所持。
右目に眼帯、右手に黒手袋を付け、普段はタートルネックに白スーツを着ており、私服の時でも首にスカーフを巻いたりして、肌を見せることはない（全身に傷があると取れる描写もある）。尾杜の所に定期健診に行っているが、怠けがちであるらしい（なお、作中では「治療」と書いて「メンテ」と読ませる表現となっている）。香織と出会った当初は互いに衝突が多かった。香織と一緒で血縁者はいないらしい。香織と一緒に美国関係者が多数住むマンションで二人暮らしをしている。香織との関係を「白黒コンビ」と呼称されている。食事の用意は香織に任せきりである。読者から女性にモテるイメージを持たれているが、作者曰く「本音を喋らない」ので女性にモテないらしい。Jの経営する違法カジノに潜入した際、香織と共に演じるキャラ付けに失敗して少し街に住みにくくなってしまった。
趣味は夜の散歩。
香織（カオリ）
声 - 羽多野渉
美国社長のボディーガード兼雑用係。19歳の男性。身長176cm、体重65kg。
幼い頃から美国でボディーガードとしての習練を積んできたためか非常にリアリストで、いちいち言うことが重い。たとえ、目下の人間でも年上の人間はさん付けで呼ぶ。ピラニアで人間ポンプもできる。弱点はアルコールで、チョコレートボンボンを一粒食べただけで意識を失ってしまう。下ネタもかなり苦手（顔が真っ赤になっていたり、後ろを向いて米良の服にしがみついていた描写あり）。武器として2挺の拳銃をヒップホルスターに装備している（初登場時のみショルダーホルスターから取り出しており、銃も一丁だった）。時折、左手親指に指輪を嵌めている。外見は特徴的なくせ毛に黒スーツ。くせ毛については本人も既に諦めている様子。幼少時に「ちびっこハウス」で短い期間だけ居た為、基を「兄さん」と呼んでいる。その頃は酷い偏食家で基やその父親に反抗ばかりしていたようである。
柳（ヤナギ）＆安藤（アンドウ）
米良と香織の後輩達。柳は事件に巻き込まれやすい。安藤は香織よりも年上だが、彼と米良を先輩としてとても慕っている。
池内(イケウチ)
美国の社員。気弱だが真面目で美国に対する愛社精神が強い。他社の人間「上島（ウエシマ）」に「家族に危害を加える」と脅迫され、美国本社の機密情報を売る事を強制される。だが、受け渡し場所であるレストランで居合わせた狗堂の機転に助けられる。未遂であった事と脅迫されていた事から美国から軽い処罰で赦される。後日、美国関連のレジャー施設で家族と一緒に楽しく遊ぶ彼らしき人物が登場している。

### 準レギュラー
奈々（ナナ）
声 - ゆかな
美国探偵事務所と同様、何でも屋の女性。25歳。189cm（気にしている）、B125,W64,H98。10月6日生まれ、O型。自称「心は乙女のクールガール」。
かつては恒達の家付きの便利屋で恒（と巧美）を連れ戻そうとしたが、失敗したためクビになり、現在はフリーの便利屋として働いている。長髪長身の大女であり、長身なのが悩み。ぽってり唇から紡がれる上品な言葉遣いとは裏腹に腕力は強く、砂糖一袋を握力のみで角砂糖サイズに圧縮できる。しかし、当人としては女らしさに憧れている模様。B125cmと作中No.1のバストサイズ（バレーボールと並べて「妖怪3つ乳」と呼ばれるほど）だが腹筋も割れている。巧美との会話から、自身の雇い主であった恒達の実家の人間に嫌悪感を抱いていた様子が窺われる（彼女談「余計な親切は一切したくない」）。
登場当初から治安の悪い三番街に対する愚痴が多かったが、現在は知り合いも増えてそれなりに馴染んでいるようである。自身のコンプレックスである長身に対する暴言が多い管野と仲が悪い。
恭宇夜（キョウヤ）
声 - 斎賀みつき
「恭宇夜」はコスプレネームで、本名は「樹（イツキ）」（特に親しい何人かにだけ教えているらしい）。17歳、165cm、55kg。3月28日生まれ、B型。
本人曰く『少年法をカサにきて調子こく未成年犯罪者の額に「うんこ漏れてます」と彫り込む会会長』。家族にもコスプレネームで呼ばせている上に、祖父が理事長であることを利用して学校でもコスプレネームで通している。貴世子とは同じ学園の同級生で、風紀委員でもある。巧美に対しても「学校の風紀を乱すのは許さない」というほど、職務には割と真面目である（廊下を走ったりしていたが）。
服装はヴィジュアル系、単行本7巻の中扉ページではコスプレで女装している。コスプレ衣装は手作り派である。制服姿でも女性と間違われてチンピラに絡まれる事がある。フィギュア・ゲーム等のマニアで購入時の列でいつも自分より先にいた正宗をライバル視していたが、後にわだかまりが無くなり事務所の常連になった。実はバンド活動も行っており、ドラムを担当している。
最近では時折、巧美に嘘を教え込まれたりされ、何かとからかわれている。家族親類も全員何かしらのマニアであり、「趣味を仕事にしないこと」をポリシーとしている。恭宇夜が正宗と同じ趣味なのは、本人曰く「平和主義だから」らしい。巧美のことを「兄君」と呼ぶ。祖父が無人島開発などを行っているが、大抵ろくなことになっていないので巧美らには警戒されている。
武史（タケシ）
恭宇夜の親戚で忍者マニア。恭宇夜に「タケ兄」と呼ばれている。常に忍装束を着ている。変化の術が出来る程度には忍術が使えるらしい。恭宇夜と同じく、巧美にからかわれ嘘を教え込まれる。職業は不明。マニアらしくグッズの扱いには厳しい。
グッズ使用の交換条件に巧美から「しり剣」なるデタラメ忍具をもらうが、その後巧美が引くほど使いこなすようになった。
貴世子（キヨコ）
声 - 寺崎彩乃
お嬢様育ちの女子高生。17歳。身長165cm、B77,W55,H80。6月12日生まれ、B型。
恭宇夜とは同じ学園の同級生であり、父親と彼の祖父が一緒に事業を始めるといった家ぐるみの付き合いである。少々高飛車で捻くれた性格。巧美からの呼び名は「キヨ助」、父親は「キヨ父」。かつて巧美達にボディーガードを依頼し、その後依頼を持ち込んだりと何かと縁がある。巧美達のボディーガード（恒との交流）を機に、周囲のわだかまりが無くなった模様。ただしその後巧美のあげた「妖怪フンドシタワシ」の着ぐるみを嬉しそうに自室で着ていた。
現在は恒のことが気になっている様子で、彼女なりに彼へアプローチはしているのだが、当の本人である恒は全く気付いていない（その腹いせとして恒に酷い言動を取ってしまう）。
美羽と同じく料理や裁縫が下手。だが、クッキーの味は上達している。父親はいわくつきの美術品マニアであり、違法の気配満載のバイオ生物好き。お得意様だが、トラブルしか持ち込まないため、巧美らには「嫌な予感しかしない」と警戒されている。アニメ第1期の2話で父親が登場した際に小太りで車椅子に乗った男性になっていたが、11話で登場した際には原作での容姿で登場して表記も「真・貴世子の父」となっていた。
ラスティと一対一で話すまで彼女の名前を本名と思い込み、彼女の事をハーフだと思い込んでいた。
蘭
芸能人。当初はファンの目から逃れたいと言いつつ自己アピールする自己陶酔気味なキャラだったが、巧美に護衛依頼を出して以降そういった面は影を潜めた。次の登場時にはアイドルと結婚し、食い扶持のためにTV番組に出演するようになっていた。この際はキャラ作りのために天然を装っていたが、巧美達に対するプロデューサーの傍若無人さに切れて素を見せた。その後、ドMをカミングアウトしたプロデューサーと一緒にレギュラーになった模様。彼の伝手で美国探偵事務所に依頼人として訪れる芸能人も存在する。
昔、ミュージカルでショタブルムーンというキャラを演じていた。
雅史（マサシ）
声 - 東城咲耶子
美国社長の親戚の少年。家では親から放っておかれている淋しさから、周囲の大人に生意気な悪態をついて回るが、叱られると寂しがり屋らしく素直。
当初は冷めた態度を取っていたが、現在は美国探偵事務所の面々には心を開いている模様。ドロシーに一目ぼれし、相思相愛の仲となったのだが、尾杜に全力で妨害されている。連載終盤でドロシーに米良と香織に見守られる中で告白して正式に恋人同士になった。通学している学校で一部の悪ガキにからかわれたりしているが、特にイジメられっ子であるという様子はない。ラーメン屋やファーストフード店に入ったことが無いレベルの裕福な家庭のようである。
神名宮（カナミヤ）
声 - 上石直行
神名宮コンツェルンの二代目御曹司で急逝した父親の後を継いでトップに立つ男。恭宇夜の本名を知っている彼の友人でもある。クールで端整な容貌と裏腹に臆病で頭がとても悪い。怯えて小便を頻繁に漏らしている。アニメ版ではラスティから高価な指輪を守り通したと社会的評価が上昇している。
本作の複数回登場している人物で3人目の片目を前髪で隠しているキャラクターである。
綾小路（アヤノコウジ）
雅史の友人である少年。整った七三分けの髪型が特徴。綾小路グループの息子。お年玉が億単位で貰えるレベルの大金持ちである。傲岸不遜でマイペースな性格であり、常に金銭に纏わる悪態をついて回っている。
上条(カミジョウ)
コンビニエンスストア「ワクワクマート三番街店」の店長。強面で粗暴な雰囲気の男性。ショタ系美少年が好きな同性愛者。店を開く際に美国探偵事務所に防犯指導を頼んだが、巧美と美羽の指導が原因で店員が強盗やセクハラに対して過剰防衛気味になってしまい、一日で営業停止となってしまう。その後、何らかの手段を使って新しい店舗「ニコニコマート(改)2号店」をオープンさせる。その際に美国探偵事務所にコンビニくじの景品のアイディア考案を依頼して来る。新しい店は女子高生にコンビニくじの景品が「キモ可愛い」とウケ、繁盛している。
初登場回と再登場回では頭髪の色が異なる。
夜ノ森(ヨノモリ)
推理漫画をメインに時々小説も書いているミステリー作家。正宗もファンで彼の新刊を購入している。取材で訪れた美国探偵事務所のメンバーに新作をネタ出しをして貰う。新作はギャグ漫画としてスマッシュヒットする。その後に仕事が増えた事で美国探偵事務所にアシスタントを依頼している。
水城（ミズキ）
恒と巧美の実家の人間で彼らの教育係だった男性。真面目で綺麗好きだが、少し天然な性格。巧美が幼少時からの付き合いで彼が頭が上がらない存在でもある。推測される年齢よりも遥かに若い容姿をしている。

### 『ちびっこハウス』の関係者と子供達
基（モトイ）
スラム街で身寄りのない子供達を『ちびっこハウス』に集めて育てている先生。一人で大勢の子供を相手しているらしい。一見だけでは性別が判り難く、初対面の際は巧美と美羽に股間を覗かれた。極めて温厚な性格の持ち主で懐が広い。ラスティの名前はあだ名か何かだと思っている。
見た目と普段の物腰に似合わず、ハウス内に隠した銃火器を使って泥棒を撃退するといった戦闘能力の持ち主である。
やっさん
本名、靖雪（ヤスユキ）。巧美と気が合うほどの奔放かつヤンチャで横暴な少年。ラスティ・ネイル曰く「ちびっこハウスいちの問題児」。様々なイタズラ用オモチャで大人を翻弄するが、ラスティに「LOVE」と書かれた肌色のハートを忍ばせた花を贈るなど、背伸びした一面も見受けられる。
慎司
笑い上戸で些細なことで爆笑するが、キャラ付けのために無口でクールな人物を装っている少年。片目を髪で隠している。巧美曰く「中二病笑い上戸」。言動も中二病で漫画のキャラクターのような台詞が多い。中二病等に疎い基に心に何か問題があるのではないかと心配されている。恒と一緒に巧美に弄られた経験から彼に親近感を持ち、好意を抱いている。

### 管野とサークル仲間の部下達
表向きは「サークル活動するためのグループ」とされるが、典型的な不良グループである。羽井がチームに所属する学生には試験をサボらせないため、定期試験が近付くと管野のチームの構成員は激減する。というか恐らく管野と羽井の2人だけになる。グループの実質的な運営は羽井が行っており、メンバー達からも信頼されている。
管野（カンノ）
声 - 石川界人
性質の悪いサークルのリーダー。登場初期は巧美に「カンチ」と呼ばれていたが現在は普通に呼ばれている。21歳、180cm、63kg、11月23日生まれ、B型。
街のワル（主に不良）達をまとめ上げるほどの実力を持つが、それは所持した拳銃の力による部分が比較的大きい。素手では、6歳児のドロシーに叩きのめされるほど弱くトンファーでタコ殴りにされた末に「レオ様」に押し潰されている。やり方がセコく頭が悪い面があるが、本人はいたって自信満々であり、羽井以外の仲間には割と素直に慕われている模様。頭の回転は比較的回る方である。ただし、発想は小学生レベル（恒と同レベルだと言われたときは心からショックを受けていた）。かつて真下の世話になったことがあり、問い詰められると借りてきた猫のごとく大人しくなる。本人の台詞から一番上の姉を始めとして複数の兄弟がいるようである。他の男性キャラクターにも言えるが、性格故に恋人はいない（作者談）。
瀬戸川の件で巧美達に集団で袋叩きにされ更生。巧美のごり押しで「三番街ストリート・イレギュラーズ」として雇われることになった。その後、影で巧美達に反抗する機会をうかがっていたが、失敗。さらに再教育を受けることになってしまった。部下の羽井とは幼馴染のせいか一緒にいることが多い。本人としては巧美にはあまり関わりたくないようだが、羽井が呼び込んだりして巻き込まれることが多い。米良と香織に美国のエージェントの見習いとして訓練を受けている。
基本的にチキンであるが、ある程度安全が確保されて余裕が出ればリーダーシップを発揮したりする。
初登場後、暫くの間は出番が無かったが、羽井と一緒に登場してから出番が増えてレギュラー化した。基本的に羽井と一緒に登場するのがお約束であり、羽井と違って彼が単身で登場する事はない。
羽井（ハネイ）
声 - 小野賢章
管野の参謀を勤める（?）メガネ男子。20歳、177cm、65kg、2月14日生まれ、AB型。
チーム内で唯一管野と対等に話せる模様。掴み所のない性格で何を考えているのか分かり辛く、あの巧美に絡まれて自分を見失わず、逆に巧美をツッコミ役にするというすごい人物。常に管野に嫌がらせをしては楽しんでいる（本人によれば「嫌がらせによる妨害は管野の更生を願っての愛情表現である」らしい）。だが、管野の美国本社への就職を前向きに検討してくれた美国社長に対して本気で感謝している姿から彼に真人間になって欲しいという気持ちは本物らしい。演技力が致命的なまでに無い。実は管野の幼馴染で大学生だが、妙な性格とチームの付き合いのせいで周りからは引かれているらしい。
彼自身の外見や特性は同作者の学園漫画『学園天国パラドキシア』の日下部一成・塚路七緒に酷似している。そのため、彼ら同様に主人抜きで登場する回も存在する。その時はアルバイト中に巧美達と遭遇する事が多い。
瀬戸川（セトガワ）
声 - 金森だいすけ
管野のサークルを抜けたがっていた青年。恭宇夜の先輩にあたる。美国探偵事務所に依頼したお蔭で、無事抜けることができた模様。
その他のメンバー
声 - 川野雄太（部下1）、佐藤太郎（部下2）
全員が管野の取り巻きで、管野を兄貴分として慕っている。一度、美国探偵事務所のメンバー達（特に巧美）への離反のため、管野の指示の下で暴動（彫刻や壁に落書きする等）を起こしたが、羽井の裏切り行為により失敗する。以後は事実上解体した模様。正宗と同じオタクな一員もいた。

### 堀口探偵事務所
堀口（ホリグチ）
美国探偵事務所に現れたライバル社の所長 兼 探偵。身長181cm、体重71kg、30歳、O型、5月31日生。
顔や手に傷痕が残っている美形（日本刀を扱うのが苦手なため、自分で付けてしまった傷らしい）。常にクールな人物を演じるため、格好つけている。
ギャグ漫画に相応しくない受身でドツきに弱く、怪我が治るまで数コマかかる（最後のコマまで治らないこともある）。このため、従業員は恐ろしく過保護。巧美を相当気に入っているが、巧美には鬱陶しがられ嫌われている。本人なりに自身の体質を気にしている。
探偵としては頭が切れ、経営者として有能な人物であることが時々窺われる。その為、雑誌の取材が来たり、普段は美国探偵事務所に依頼をしている貴世子の父親から依頼されたりする事がある。走行している車のタイヤを拳銃で撃ち抜く事が出来る射撃の腕を持っている。
従業員との関係は良好すぎるほど良好で、あまりの接近ぶりに度々「気持ち悪い」と突っ込まれる（最終的に恒さえもツッコミを諦めた）。初登場時は体重51kgの巧美を両手で抱き上げる位の腕力は持っていたが、従業員からの過保護が原因でそれらが低下している。
元々彼らの事務所は隣町に存在していた。奈々からの「この町にも事務所を出す」という言葉と「事務所を移転」という言葉が無い事から隣町にも堀口系列の事務所が存在する可能性がある。
堀口の部下
上司を甘やかすことにかけては右に出る者無しの3人組。互いにとても仲が良い。初登場の時、美国事務所の評判を落とすため、彼らを装って依頼を受けては、わざと失敗していた。その後、巧美達に制裁される。美羽の役はパートタイマーで太めの体型の中年女性だった。基本的に3人で1人のキャラクターという扱いであり、下述の性格設定は裏設定に近い。堀口の初登場シーンには彼の乗る車を運転していた所員がいた。
倉田（クラ）
身長180cm、年齢27歳。喧嘩っ早い性格。顎鬚を生やした目付きの悪い男性(巧美曰く「小汚いチンピラ」)。3人組のリーダー。その辺の物を武器にして戦う喧嘩殺法を得意とする。3人の中の力関係では黒刀に弱い。
常盤（トキ）
身長179cm、年齢23歳。事務所の盛り上げ役。情報収集専門で運動能力は残りの2人に敵わない。倉田に弱い。
黒刀（ヘイダオ）
身長177cm、年齢19歳。服の中に暗器を色々仕込んでいる。根が真面目な性格。常盤に弱い。片目が髪で隠れている髪型の青年。前職は大道芸人であり、ジャグリングが上手い。

### 仕事上の敵
ドロシーを誘拐したチンピラ達
十四番街の地下街跡を根城にするチンピラ達。根城である地下街跡に対侵入者用の罠を仕掛けている。尾杜の診療所で取り扱っている「ヤバイ薬」を目的にドロシーを誘拐した。だが、ドロシーに「レオ様」を使って倒された。後日、巧美によって再教育を受けて彼の手下となる。
ラスティ・ネイル
声 - 長弘翔子
「怪盗ラスティ・ネイル」と名乗っている義賊の女性。身長157cm、B71,W56,H72。3月20日生まれ、21歳。
本名は作中で出ていないため不明。変装が得意。金持ち等から高価な物を盗み、生活に困っている人達に送っている。ただし換金ルートを知らないため、物によっては自分で切り分けている。一食500円以下に抑えてコンビニで買い物するなど、切ない私生活をのぞかせてしまうほどの貧乏暮らし。「ラスティ・ネイル」という名前はカクテルから取った。祖父も「怪盗G・G」と名乗った義賊であり、彼に憧れて自分も義賊になったようである。
ちびっこハウスの基先生に好意を抱いており、時折子供の世話の手伝いをしに通っている（巧美にはストーカー呼ばわりされたが）。基本的に世話を焼くのが好きだが、やりすぎて空回りするタイプ。
当初から巧美にいじられ、からかわれている。連載後期では敵というより身内のような扱いになってしまってきていて、「怪盗」は名ばかりとなりつつある（本人も自覚している）。バストはレオタード姿を見る限り、「貧乳」というより「（胸が）無い」という方が近いのかもしれない（事務所のメンバーからはこの格好は冷ややかに見られている模様）。変装能力は極めて高く、探偵として役に立ちそうだからという巧美からの講義依頼を食料の現物支給で快諾した。
狗堂（クドウ）
声 - 千葉繁
有能な殺し屋。当初は浮気調査でクロだった某大会社社長の依頼で巧美の命を狙っていた。暗殺に失敗した後、独自に巧美の素性を調査し、巧美と恒の実家と接触、巧美達の祖父の依頼で巧美を狙う。美国の情報網を使っても、顔写真以外の情報は手に入らないらしい。殺し屋の間では意外と有名な人物である。公私を混同せず、祭りの屋台や海の家でバイトをしていた時は巧美達相手にちゃんと接客していた。地道に路上でチラシを配ったりしている。
現在は巧美に病的なまでに御執心で今も巧美を狙っているが、それがいつの間にか巧美のストーカーのようになって部屋の壁に巧美の写真を貼ったり、巧美型の目覚まし時計を使ったりしている。巧美達にはすっかり「キモイおじさん」扱いされている。
事務所に乗り込む際は、毎度窓から現れ、窓から突き落とされ、入口に回って入った所ですっ転ばされて脇腹を打つ、という流れがワンセットになっている。
巧美以外でカラーページを独占した事があり、それを巧美に散々責められた。巧美以外で漫画家峰倉かずやにイラストを書いてもらえた唯一の登場人物でもある。
真下（マシタ）
不正に厳しい警察の刑事。階級は警部補なので「真下警部」と呼ばれている。職業柄、巧美とは犬猿の仲で、会う度に口論したりする。だが、現在は依頼をしたりする等協力関係を築いている。管野とは不良との諍いで知り合い。年齢は45歳で独身（まだ結婚を諦めていない）。母方は不明だが、父方である「真下」一族は彼1人である。作中で亡くなった親戚の老人の住んでいた村の住民から貰ったツチノコを飼っている。現在は動画編集の技術を上達させて高レベルなペットの動画を配信させている。基本的に不正に厳しい刑事だが、無免許医である尾杜と取引し、彼の元に訪れる指名手配犯の情報や身柄を引き換えに彼の仕事を見て見ぬ振りするといった一面もある。
巧美によれば真下の「ま」は真心の「ま」、真下の「し」は仕事選ぶの「し」であること。
良夫（ヨシオ）
声－戸部公爾
三番街に存在する暴力団『極道組』の若頭。組長の息子。スキンヘッドでサングラスを掛けた男性。アニメでの表記は「親分」。巧美に酷似している容姿をした大企業会長の孫娘「真美」（声-ゆかな）を誘拐したが、その現場を奈々に目撃された事で美国探偵事務所に倒される。その後、巧美によって人質にされ、その命を引き換えに誘拐をしないと約束する。
花見で美国事務所と再会、公園で横暴な振る舞いをした為、巧美達に再度叩きのめされる。
「極道組」というギャグ漫画特有のネーミングで他のチンピラに馬鹿にされる事でコンプレックスを抱いている。
エロス男爵
声－松本ヨシロウ
読みは「バロン・エロス」であり、アニメ版では「バロンエロス」。正宗曰く「普通にしていれば格好いい」男性。恒に髪型や体型といった特徴が似ている。下着泥棒を主にしている変質者で初登場時は貴世子の学校に潜入していた。貴世子の依頼で美国探偵事務所と対峙する。巧美に再教育をされて更生した。その後、罪を償おうと警察に身を寄せたが、抑圧された変質者としての本能を抑えきれずに同室の男性受刑者の下着をすり取ってしまい、拘束されて独房へと移されてしまった。其処を巧美と真下によって変質者の心理を教える協力者として一時的に独房から出されて再登場した。
蘭の親衛隊（自称）
人気モデル「蘭」のファンであるが、彼に対してストーカー紛いの行為をして、イベント等で出入り禁止になった3人組の少女達。初登場時は3人共、ゴスロリ服を着た肥満体型。名前は白い服を着た少女が「死乃詠（シノエ）」、小さな帽子を被った少女が「輝麟子（キリンコ）」、黒髪の少女が「羅魅亜（ラミア）」。本名かどうかは不明。死乃詠がリーダー的存在。
蘭の初登場時や結婚式で美国探偵事務所と対決し、彼らを地面にめり込む威力を誇るヒップドロップや必殺技「肉眺弾」といった技と「年若い少女相手に暴力は振るえない」という事情で苦しませた強敵である。
羅魅亜は蘭の結婚式で出会った尾杜に一目惚れして彼に乗り換え、死乃詠は恒に惚れたようである。2人ともそれが原因で激痩せして美少女になった。
ミスターT
人を拉致して脱出ゲームのような仕掛けを施した密室に閉じ込めて楽しむ二人組の「脱出ゲーム魔」のリーダー。初登場時は「ビューティT」でその名を聞いた管野は巧美の悪ふざけだと思った。米良、香織、羽井、管野を拉致して密室に閉じ込めた脱出ゲームを仕組んだ。その後、「ミスターT」と名前を改め、悪の女幹部のような格好をした女性をメンバーに加え、容姿を変えて再登場した。その際、強い米良と香織に対する復讐を諦めて彼らよりも弱そうな巧美を羽井と管野と一緒に拉致して彼らに対して復讐をしようとした。巧美達が脱出ゲームを攻略している間に恒達に居場所を見つかり、再び警察に逮捕される。
金目当て乗っと朗
名前も外見も胡散臭い結婚詐欺師。貴世子の父親に取り入り、財産目当てで貴世子とお見合いした男性。美国探偵事務所に敗れた後、貴世子の父親曰く改心したらしく貴世子の父親の部下となった。後に兄である「金目当て奪っ太朗」と駄菓子を経営する祖母が登場。奪っ太朗と祖母は弟同様に胡散臭い外見だが、祖母は駄菓子屋に来る子供達を思い遣る気持ちを持った善人であり、奪っ太朗はオーナーによって駄菓子屋を潰されそうになっている祖母を手助けしている好漢である。
J
地下カジノの総支配人。少年の姿だが、外見以外は態度や言動も大人である。スラム街で大きなバックに頼らずに短期間で大きな地下カジノを育て上げるほどの手腕と巧美の攻撃的なボケを回避するほどの並外れた実力を持っている。だが、ギャンブラーとしての実力はあまり無く、自分ルールのギャンブルでないと勝つ事が難しいタイプである。巧美の事を女性と勘違いし、彼を手玉に取った後に頬にキスをして地下カジノごと逃走している。その後、巧美を嫁にする為に再登場した。その際に巧美の全裸を見せる事が男性である事を知るが、動じずに「取れる、取れる」と発言して意志を変えなかった。ギャンブル勝負を吹っ掛け、上記の通りにギャンブラーとしての実力の無さから敗北して退散する。

### パロディキャラクター
ドナル田
某ファーストフード店のマスコットキャラクター。恒が買ったハンバーガーのおまけについてきた。非常にインパクトのある容姿と登場の仕方で読者に人気があった（3巻巻末で専用のコーナーが作られた）。類似店に『マッチョドナル田ハンバーガー』がある。
しもんマン
変装にと巧美がデパートの屋上から持ち出したヒーロー物の衣装。名前の通り顔が巨大な指紋というデザインをしている。子供に人気があるらしく、サイン会（偽）では長蛇の列ができていた。これも4巻巻末で専用のコーナーが作られた。聖剣エクスカリビャー（通称「三角角材」）を所持している（中身が巧美の場合のみ）。「しもんマンひびき」もある。
ブルムーン
正式名称は「下だけブルマー戦士ブルムーン」。12年前に放送された子供向けアニメで、2年前実写化もされた。巧美達は美国社長の依頼で、これの舞台を上演した。セーラーブルムーン・ショタブルムーン・スク水ブルムーン・ブレザーブルムーンなどのメンバーが悪と戦う。決め台詞は「好きに勝手にお仕置きショー!」。
アニメ第一期12話で専用OPが放映された。
にょこたん
人気モデル「蘭」の結婚相手として登場した国民的アイドル。フルネームは不明。正宗もファン。「ズサ」等を台詞に付けるのが特徴。蘭は内密で結婚式を挙げる事を美国探偵事務所に依頼したが、彼女は結婚式の詳細をブログにアップしていた。

## テレビアニメ
2014年1月より3月までテレ玉、tvk、KBS京都、サンテレビ、北海道放送、AT-Xにて5分枠のショートアニメとして放送された。ニコニコ動画、バンダイチャンネルでも配信。つづいて同年7月から9月まで第2期となる『真 ストレンジ・プラス』が放送された。局は第1期と同じ。第2期ではOPは省かれていたが、第6話では原作で巧美が作ったネタOPが実際に放映された（製作著作は「美国探偵事務所」になっている）。また、本編には巧美らの担当声優にちなんだ他作品のパロディやアイキャッチなども盛り込まれている。
スタッフは2013年に放送された『スパロウズホテル』（SEASON2とリニューアル版）の参加者が多くを占める。また第1期第12話は2015年放送のアニメ『おくさまが生徒会長!』第8話にて「おくさま劇場」のコーナーで放送された。

### スタッフ
- 原作 / 漠然とした不安感・お手伝い[注 5]（第2期） - 美川べるの「ストレンジ・プラス」（一迅社「COMIC ZERO-SUM」連載中）
- 監督 - 西川貴史（第1期）、古川博之（第2期）
- 脚本 - 西川貴史（第1期）、美川べるの（第2期）[注 6]
- キャラクターデザイン・総作画監督 - 古川博之
- 美術監督 - 李書九（第1期）、中原英統（第2期）
- 撮影監督・編集 - 堀川和人
- 色彩設計 - 藤木由香里
- 音響監督 - 高寺たけし
- 音楽 - G-angle
- 音楽プロデューサー - 山際久
- 制作プロダクション - ドリームクリエイション
- アニメーション制作 - セブン
- 音響制作 - ダックスプロダクション
- 企画・プロデュース - 石塚治寿
- プロデューサー - 田辺亮、新宿五郎、西岡瞳、堀江拓
- 製作著作 - 美国探偵事務所

### 主題歌
「Beauty Boy」（第1期）
作詞 - 小林哲也、城ケ崎マリア / 作曲・編曲 - 小林哲也 / 歌 - 巧美（福山潤）
「3'30″-サンプンハン-」（第2期）
作詞 - 伊福部崇 / 作曲 - 鷲崎健 / 歌 - POARO（伊福部崇・鷲崎健）

### 各話リスト
| 話数  | サブタイトル | （絵コンテ） 演出               | 作画監督           |
| 第1期 | 第1期        | 第1期                           | 第1期              |
| ----- | ------------ | ------------------------------- | ------------------ |
| #01   | THIEF        | 大川美穂子                      | 大川美穂子         |
| #02   | PRINCESS     | 小川優樹                        | 小川優樹           |
| #03   | HOSPITAL     | いまざきいつき                  | いまざきいつき     |
| #04   | TRAP         | いまざきいつき                  | いまざきいつき     |
| #05   | MISTRESS     | 大川美穂子                      | 大川美穂子         |
| #06   | PRECIOUS     | 西川貴史                        | 西川貴史           |
| #07   | PROCESSION   | 北村淳一                        | 鳳之丸             |
| #08   | INTRUDER     | 小川優樹                        | 大庭小枝           |
| #09   | GUARD        | 永居慎平                        | 永居慎平           |
| #10   | CURSE        | 北村淳一                        | 北村淳一           |
| #11   | ANTIQUE      | （大川美穂子） あなはりゆうぞう | 吉田望             |
| #12   | HERO         | 西川貴史                        | 西川貴史           |
| 第2期 |              |                                 |                    |
| #01   | RECONDUCT    | 小川優樹                        | 大川美穂子         |
| #02   | EXCHANGE     | 細谷秋夫                        | 吉田肇、岡田雅人   |
| #03   | CRIME        | 馬場竜一                        | 清水陽一           |
| #04   | PRINCESS     | 北村淳一                        | 大川美穂子         |
| #05   | RESISTANS    | 馬場竜一                        | 清水陽一           |
| #06   | ESCAPE       | 佐々木勅嘉                      | 宮暁秀             |
| #07   | RESTRAINS    | 西野武志                        | 宮暁秀             |
| #08   | HOMEWORK     | いまざきいつき                  | 大川美穂子         |
| #09   | INFLUENCE    | （みうらたけひろ） 北村淳一     | 清水陽一、宮暁秀   |
| #10   | SIMILAR      | 細谷秋夫                        | 古川博之           |
| #11   | FICTION      | 北村淳一                        | 大川美穂子         |
| #12   | すと☆ぷら    | 北村淳一                        | 鈴木勘太、裾分雅明 |

### 放送局
| 放送地域    | 放送局             | 放送期間                | 放送日時                     | 放送系列    | 備考             |
| 第1期番宣SP | 第1期番宣SP        | 第1期番宣SP             | 第1期番宣SP                  | 第1期番宣SP | 第1期番宣SP      |
| ----------- | ------------------ | ----------------------- | ---------------------------- | ----------- | ---------------- |
| 埼玉県      | テレ玉             | 2014年1月3日            | 金曜 1:00 - 1:05（木曜深夜） | 独立局      |                  |
| 京都府      | KBS京都            | 2014年1月3日            | 金曜 1:30 - 1:35（木曜深夜） | 独立局      |                  |
| 神奈川県    | tvk                | 2014年1月4日            | 土曜 1:10 - 1:15（金曜深夜） | 独立局      |                  |
| 日本全域    | AT-X               | 2014年1月6日            | 月曜 23:25 - 23:30           | CS放送      | リピート放送あり |
| 兵庫県      | サンテレビ         | 2014年1月7日            | 火曜 2:30 - 2:35（月曜深夜） | 独立局      |                  |
| 日本全域    | ニコニコチャンネル | 2014年1月7日            | 火曜 21:00 更新              | ネット配信  |                  |
| 第1期本放送 |                    |                         |                              |             |                  |
| 日本全域    | バンダイチャンネル | 2014年1月9日 - 3月27日  | 木曜 12:00 更新              | ネット配信  |                  |
| 埼玉県      | テレ玉             | 2014年1月10日 - 3月28日 | 金曜 1:00 - 1:05（木曜深夜） | 独立局      | 製作参加         |
| 京都府      | KBS京都            | 2014年1月10日 - 3月28日 | 金曜 1:30 - 1:35（木曜深夜） | 独立局      |                  |
| 神奈川県    | tvk                | 2014年1月11日 - 3月29日 | 土曜 1:10 - 1:15（金曜深夜） | 独立局      |                  |
| 北海道      | 北海道放送         | 2014年1月12日 - 3月30日 | 日曜 2:43 - 2:48（土曜深夜） | TBS系列     | 原作者在住地     |
| 日本全域    | AT-X               | 2014年1月13日 - 3月31日 | 月曜 23:25 - 23:30           | CS放送      | リピート放送あり |
| 兵庫県      | サンテレビ         | 2014年1月14日 - 4月1日  | 火曜 2:30 - 2:35（月曜深夜） | 独立局      |                  |
| 日本全域    | ニコニコチャンネル | 2014年1月14日 - 4月1日  | 火曜 21:00 更新              | ネット配信  |                  |
| 第2期番宣SP |                    |                         |                              |             |                  |
| 埼玉県      | テレ玉             | 2014年7月4日            | 金曜 1:00 - 1:05（木曜深夜） | 独立局      |                  |
| 京都府      | KBS京都            | 2014年7月4日            | 金曜 1:30 - 1:35（木曜深夜） | 独立局      |                  |
| 日本全域    | AT-X               | 2014年7月4日            | 金曜 22:45 - 22:50           | CS放送      | リピート放送あり |
| 神奈川県    | tvk                | 2014年7月5日            | 土曜 1:10 - 1:15（金曜深夜） | 独立局      |                  |
| 北海道      | 北海道放送         | 2014年7月5日            | 土曜 3:03 - 3:08（金曜深夜） | TBS系       |                  |
| 兵庫県      | サンテレビ         | 2014年7月7日            | 火曜 2:30 - 2:35（月曜深夜） | 独立局      |                  |
| 日本全域    | ニコニコチャンネル | 2014年7月7日            | 火曜 21:00 更新              | ネット配信  |                  |
| 第2期本放送 |                    |                         |                              |             |                  |
| 埼玉県      | テレ玉             | 2014年7月11日 - 9月26日 | 金曜 1:00 - 1:05（木曜深夜） | 独立局      | 製作参加         |
| 京都府      | KBS京都            | 2014年7月11日 - 9月26日 | 金曜 1:30 - 1:35（木曜深夜） | 独立局      |                  |
| 日本全域    | AT-X               | 2014年7月11日 - 9月26日 | 金曜 22:45 - 22:50           | CS放送      | リピート放送あり |
| 神奈川県    | tvk                | 2014年7月12日 - 9月27日 | 土曜 1:10 - 1:15（金曜深夜） | 独立局      |                  |
| 北海道      | 北海道放送         | 2014年7月12日 - 9月27日 | 土曜 2:53 - 2:58（金曜深夜） | TBS系       |                  |
| 兵庫県      | サンテレビ         | 2014年7月15日 - 9月30日 | 火曜 2:30 - 2:35（月曜深夜） | 独立局      |                  |
| 日本全域    | ニコニコチャンネル | 2014年7月15日 - 9月30日 | 火曜 21:00 更新              | ネット配信  |                  |
| 日本全域    | GYAO!              | 2014年7月15日 - 9月30日 | 火曜 21:00 更新              | ネット配信  |                  |

## 関連商品

### 単行本
- 美川べるの『ストレンジ・プラス』 一迅社〈ZERO-SUMコミックス〉、全20巻
  1. 2003年3月26日発売 ISBN 978-4-7580-5022-7
  2. 2003年12月24日発売 ISBN 978-4-7580-5053-1　
  3. 2004年7月24日発売 ISBN 978-4-7580-5084-5
  4. 2005年3月25日発売 ISBN 978-4-7580-5133-0　
  5. 2005年11月25日発売 ISBN 978-4-7580-5183-5
    - 限定版 ISBN 978-4-7580-5184-2

  6. 2006年7月25日発売 ISBN 978-4-7580-5230-6　
  7. 2007年5月25日発売 ISBN 978-4-7580-5289-4
  8. 2008年7月25日発売 ISBN 978-4-7580-5360-0
  9. 2009年6月25日発売 ISBN 978-4-7580-5417-1
  10. 2010年6月25日発売 ISBN 978-4-7580-5518-5
  11. 2011年6月25日発売 ISBN 978-4-7580-5616-8
  12. 2012年6月25日発売 ISBN 978-4-7580-5714-1
    - 限定版 ISBN 978-4-7580-5715-8

  13. 2013年6月25日発売 ISBN 978-4-7580-5828-5
    - 限定版 ISBN 978-4-7580-5829-2

  14. 2014年2月25日発売 ISBN 978-4-7580-5888-9
    - 特装版 ISBN 978-4-7580-5889-6　

  15. 2014年7月25日発売 ISBN 978-4-7580-5945-9
    - 特装版 ISBN 978-4-7580-5946-6

  16. 2015年4月25日発売 ISBN 978-4-7580-3032-8
    - 特装版 ISBN 978-4-7580-3037-3

  17. 2016年3月25日発売 ISBN 978-4-7580-3170-7
    - 特装版 ISBN 978-4-7580-3171-4

  18. 2017年3月25日発売 ISBN 978-4-7580-3262-9
    - 特装版 ISBN 978-4-7580-3263-6

  19. 2018年2月24日発売 ISBN 978-4-7580-3336-7
    - 特装版 ISBN 978-4-7580-3337-4

  20. 2018年12月25日発売 ISBN 978-4-7580-3408-1
    - 特装版 ISBN 978-4-7580-3409-8

傑作選
- ストレンジ・プラス プラス 2013年12月24日発売 ISBN 978-4-7580-5881-0
- ストレンジ・プラス プラス プラス 2013年12月24日発売 ISBN 978-4-7580-5882-7

### ドラマCD
- STRANGE+ THE DRAMA CD（2005年、コミックZERO-SUM誌上通販）
  - フロンティアワークスより一般流通版が2008年7月25日発売。デジパックケースからCDプラスチックケースに仕様が変更されているが内容に変更はない。
- STRANGE+ THE DRAMA CD DEEP SEEKER（2006年、コミックZERO-SUM誌上通販）
  - フロンティアワークスより一般流通版が2008年7月25日発売。デジパックケースからCDプラスチックケースに仕様が変更されているが内容に変更はない。
- STRANGE+ THE DRAMA CD SERIAL ADDICT（2007年、コミックZERO-SUM誌上通販）
- ストレンジ・プラス 第15巻特装版特典ドラマCD

### 映像商品
| タイトル              | 発売日         | 収録話                 | BD規格品番 | DVD規格品番 |
| --------------------- | -------------- | ---------------------- | ---------- | ----------- |
| ストレンジ・プラス    | 2014年4月18日  | 第1話 - 第12話・OVA1話 | DCBD-0001  | DCDV-0001   |
| 真 ストレンジ・プラス | 2014年10月19日 | 第1話 - 第12話         | DCBD-0006  | DCDV-0004   |

### 音楽商品
- ストレンジ・プラス SONGS（2014年2月19日発売、規格品番：GACD-4）

### その他
[ゼロサム100号]ストレンジ・プラス 巧美“しり”マウスパッド
しりをかたどったマウスパッド。